# Hafen von Luanda

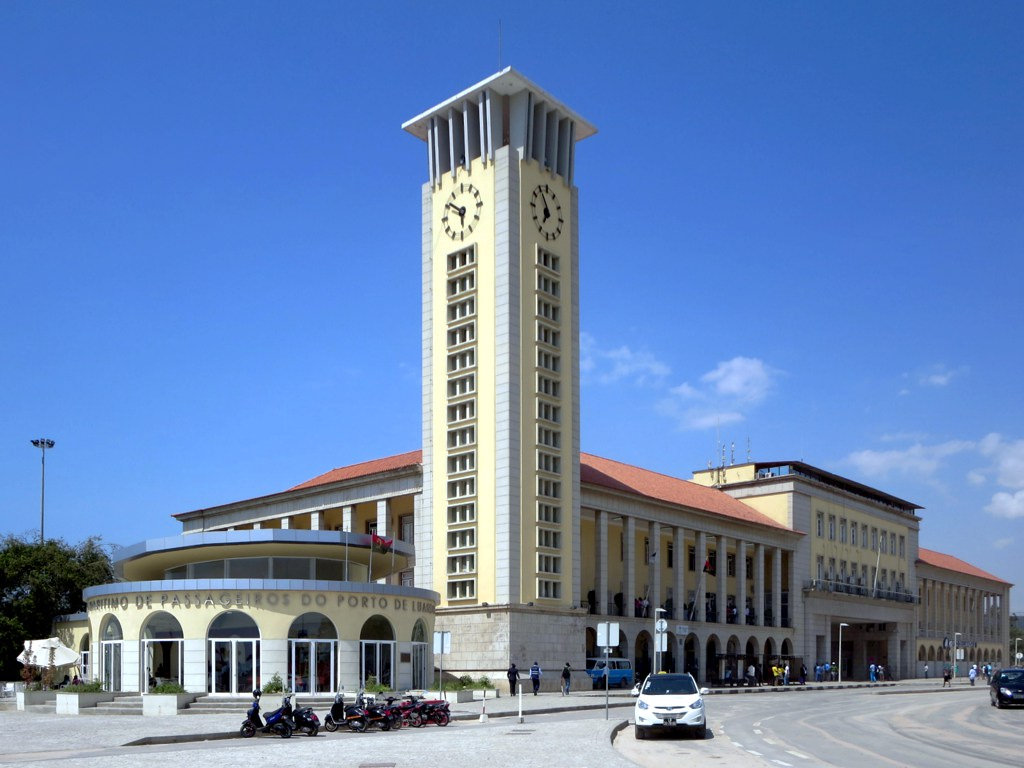
Passagierterminal im Hafen von Luanda

Der Hafen von Luanda (portugiesisch: Porto de Luanda) ist der größte Handelshafen von Angola. Er befindet sich im Zentrum der Hauptstadt Luanda an der Westküste des südlichen Afrika. Er liegt in der Bucht von Luanda, die durch die vorgelagerte Halbinsel Ilha do Cabo vor den hohen Wellen des Atlantik geschützt wird. Dadurch herrschen nur schwache Strömungen und Winde vor. Die Hafeneinfahrt hat eine Breite von 1,5 Seemeilen; sie wird im Osten vom Morro das Langostas und im Westen durch eine gekennzeichnete Sandbank begrenzt.  Der Passagierterminal befindet sich an Luandas Prachtallee Avenida 4 de Fevereiro.

## Hafenanlagen
Er verfügt über fünf Frachtterminals und einen Passagierterminal mit verschiedenen Kailängen und Wassertiefen mit einer jährlichen Gesamtkapazität von 15 Millionen Tonnen Güter:
- Erdölterminal mit einer Fläche von 1.460.000 m², einer Kailänge von 2064 m und einer Tiefe von 12,5 m.[2]
- Mehrzweckterminal I mit einer Fläche von 181.070 m², einer Kailänge von 610 m und einer Tiefe von 12,5 m sowie einer Lagerfläche von 10.500 m².
- Mehrzweckterminal II mit einer Fläche von 178.641 m², einer Kailänge von 536 m und einer Tiefe von 10 m (ZH) sowie einer Lagerfläche von 10.500 m².
- Containerterminal mit einer Fläche von 142.467 m², einem Kai von 350 m mit einer Tiefe von 10,5 m und einem Kai von 200 m mit einer Tiefe von 12,5 m sowie einer Lagerfläche von 1250 m² (Erweiterung auf 5000 m² in Planung).
- Allgemeines Frachtterminal mit einer Fläche von 80.000 m², einem Kai von 800 m Länge mit einer Tiefe von 10,0 m (ZH), einem Kai von 100 m Länge und einer Tiefe von 5,5 m (ZH) sowie einem Lagerplatz von 24.675 m².
- Passagierterminal mit einer Fläche von 4090 m² mit einem Kai von 46 m.[3]

## Geschichte

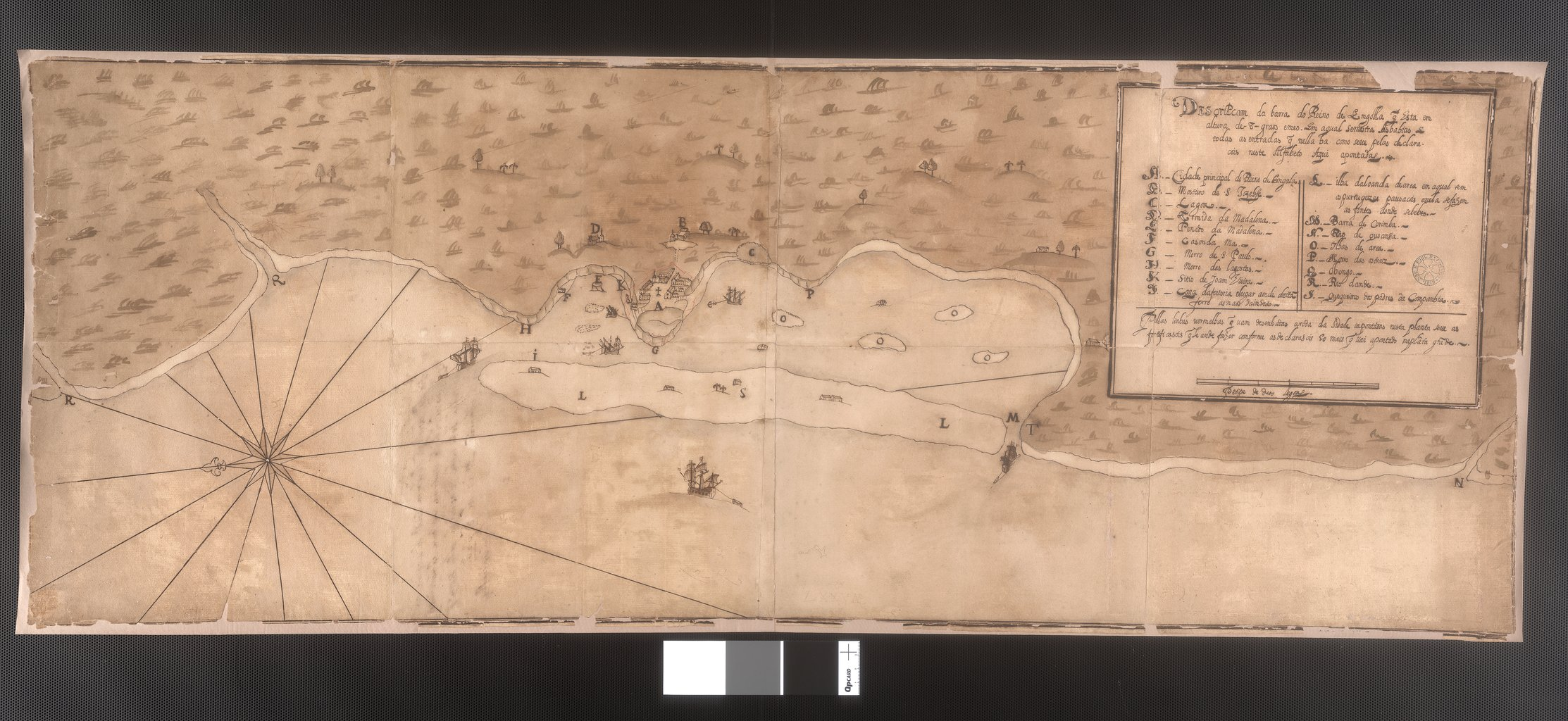
Historische Karte der Bucht von Luanda (1626)

- 1575 legte der Portugiese Paulo Dias de Novais an der Bucht von Luanda, aufgrund ihrer tiefen Gewässer und geschützten Lage, an.
- 1641 besetzten die Holländer den Hafen und unterbanden den portugiesischen Sklavenhandel nach Amerika.[4]
- 1648 eroberten die Portugiesen die Stadt und den Hafen zurück und setzten den Sklavenhandel fort.
- 1844 ließ der Gouverneur Calheiros e Menezes den ersten Kai errichten.
- 1886 erhielt der Hafen durch den Bau der Eisenbahnstrecke nach Ambaca einen Aufschwung, die Hafen-Infrastruktur wurde ausgebaut.
- 1913 begann der Bau einer Kaimauer, als Ersatz für die vorher genutzte Landungsbrücke am Zollgebäude.
- 1941 startete die beauftragte Anglo-Dutch Engineering and Harbour Works Co. Ltd mit dem Bau des Hafens von Luanda.
- 1945 wurde die erste Ausbauphase des Hafens vom portugiesischen Kolonieminister Marcelo José das Neves Alves Caetano eingeweiht.
- 1980 verstaatlichte die angolanische Regierung den Hafen mit der Gründung der staatlichen Empresa Portuária de Luanda unter der Leitung des Verkehrsministeriums.
- 1991 teilte das Ministerium den Hafen in sechs Terminals auf, die von vier staatlichen und einer privaten Gesellschaft geführt wurden.
- 1995 vergab die Empresa Portuária de Luanda eine Konzession für den Bau eines Erdölterminals an den staatlichen Erdölkonzern Sonangol.
- 2019 startete die Regierung von Angola eine internationale öffentliche Ausschreibung für Konzession und Betrieb des Mehrzweckterminals zur Verbesserung des Hafenbetriebs unter Mitwirkung privater Betreiber mit langjähriger Erfahrung in dem Bereich. Die Bewerbungsfrist endet am 30. März 2020.[5][6]